# Wojciech Zydroń
Wojciech Zydroń (ur. 28 maja 1978 w Bochni) – polski piłkarz ręczny, lewoskrzydłowy, od 2016 zawodnik Pogoni Szczecin.

## Kariera sportowa
Wychowanek Pałacu Młodzieży Tarnów. W latach 1997–2008 występował w Vive Kielce, z którym trzy razy został mistrzem kraju i cztery razy wywalczył puchar Polski. Przez jedenaście sezonów zdobył w barwach kieleckiego klubu 757 bramek w ekstraklasie. Z Vive występował również w europejskich pucharach, w tym w Lidze Mistrzów – w sezonie 2003/2004 rzucił w tych rozgrywkach 18 goli, z czego osiem w spotkaniu z RK Bosna Sarajewo (32:31) w listopadzie 2003.
W latach 2008–2012 był graczem Azotów-Puławy. W sezonie 2009/2010 zdobył w ekstraklasie 247 goli, zostając królem strzelców rozgrywek. Ponadto w barwach Azotów występował w Challenge Cup, rzucając w nim 58 goli. Następnie występował w Pogoni Szczecin (2012–2015), będąc najlepszym strzelcem tej drużyny w rozgrywkach ligowych. W 2015 podpisał kontrakt z niemieckim HSV Insel Usedom. W 2016 powrócił do Pogoni Szczecin, zostając jej grającym trenerem (wraz z Michalem Brůną). Pod koniec listopada tego roku został zastąpiony w roli szkoleniowca przez Mariusza Jurasika.
W 1997 uczestniczył w młodzieżowych mistrzostwach świata w Turcji, na których Polacy zajęli 4. miejsce. Występował w reprezentacji Polski seniorów.

## Sukcesy
Vive Kielce
- Mistrzostwo Polski: 1997/1998, 1998/1999, 2002/2003[1]
- Puchar Polski: 1999/2000, 2002/2003, 2003/2004[1], 2005/2006

Indywidualne
- Król strzelców Ekstraklasy: 2009/2010 (247 goli)[2]